# František Drtikol
František Drtikol (1883 - 1961) est un photographe tchécoslovaque né à Příbram le 3 mars 1883 et mort à Prague le 13 janvier 1961.
De renommée internationale, il est surtout connu pour ses photographies de nus et ses portraits influencés par le futurisme et le cubisme tchécoslovaque.

## Biographie
Né troisième et dernier enfant de František Drtikol, épicier, et de son épouse Marie, il passe son enfance dans sa ville natale et montre très tôt une attirance croissante pour le dessin et la peinture. Il passe plus de temps à dessiner et à lire des romans qu'à travailler pour l'école.
En 1898 le jeune Drtikol, élève médiocre, quitte le lycée de Pribram. Il voudrait se destiner à la peinture mais son père le fait entrer en apprentissage chez Antonin Mattas, le photographe local, estimant que la peinture n'offre pas suffisamment de sécurité. Pendant ses trois années comme apprenti, Drtikol acquiert une solide base pratique du métier comme assistant de son maître, mais n'a guère la possibilité de s'exprimer. Il est surtout cantonné dans les travaux pratiques, développement, retouche, impression des tirages pour les clients.
En 1901, il part pour Munich où il s'inscrit à la Lehr-und Versuchanstalt für Photographie ouverte un an plus tôt. Il s'y distingue rapidement et sera considéré comme le meilleur élève de sa promotion. C'est l'occasion pour lui de découvrir les grands maîtres de la peinture, Léonard de Vinci, Dürer et surtout Rembrandt, et de poursuivre sa formation technique et artistique. Il y suit des cours de physique, chimie, optique et dessin.
En 1903-1904, ses études terminées, il travaille comme assistant dans divers studios photographiques : Schumann à Karlsruhe, Albert Böse à Coire, V.E. Gran à Turnov et Josef Faix à Prague.
De 1904 à 1907, il effectue son service militaire dans l'armée austro-hongroise.
En 1907, avec le soutien financier de ses parents, il ouvre son studio photographique à Pribram. Il fait des portraits, du paysage, des nus, et effectue un reportage (utilisant un flash au magnésium) sur le travail de la mine.
En 1910-1911, Drtikol quitte Pribram pour Prague où il ouvre un studio avec un associé, Augustin Skarda, principalement chargé des questions financières. Il devient le portraitiste le plus en vue de la ville et voit défiler dans son studio toutes les personnalités de la capitale ainsi que d'illustres visiteurs étrangers. Il fera ainsi le portrait de l'écrivain français Paul Valéry et du poète et philosophe indien Rabindranath Tagore.
En 1914-1918, il échappe au grand massacre de la Première Guerre mondiale car il est affecté à des régiments arrières, d'abord dans les environs de Prague, ensuite à Hartberg, près de Graz en Autriche.
Après la guerre, il reprend son activité dans son atelier de Prague.
En 1920, il épouse la danseuse Ervina Kupferova. Le 12 juin 1921, naissance de leur fille Ervina.
En 1924, Drtikol commence à s'intéresser aux philosophies orientales, et plus spécialement au bouddhisme.
En 1935, il arrête la photographie, cède son studio et se consacre essentiellement à la peinture, à la méditation, à l'enseignement du bouddhisme et à la traduction de textes religieux indiens et tibétains.
En 1945, il enseigne la photographie à L’École d’État des Arts graphiques de Prague. Son œuvre et son enseignements sont toutefois peu appréciés et considérés comme "dépassés" par ses étudiants. Il démissionne après un an.
En 1961, il meurt à Prague le 13 janvier. Il est enterré au cimetière de Pribram, sa ville natale.

## Son œuvre

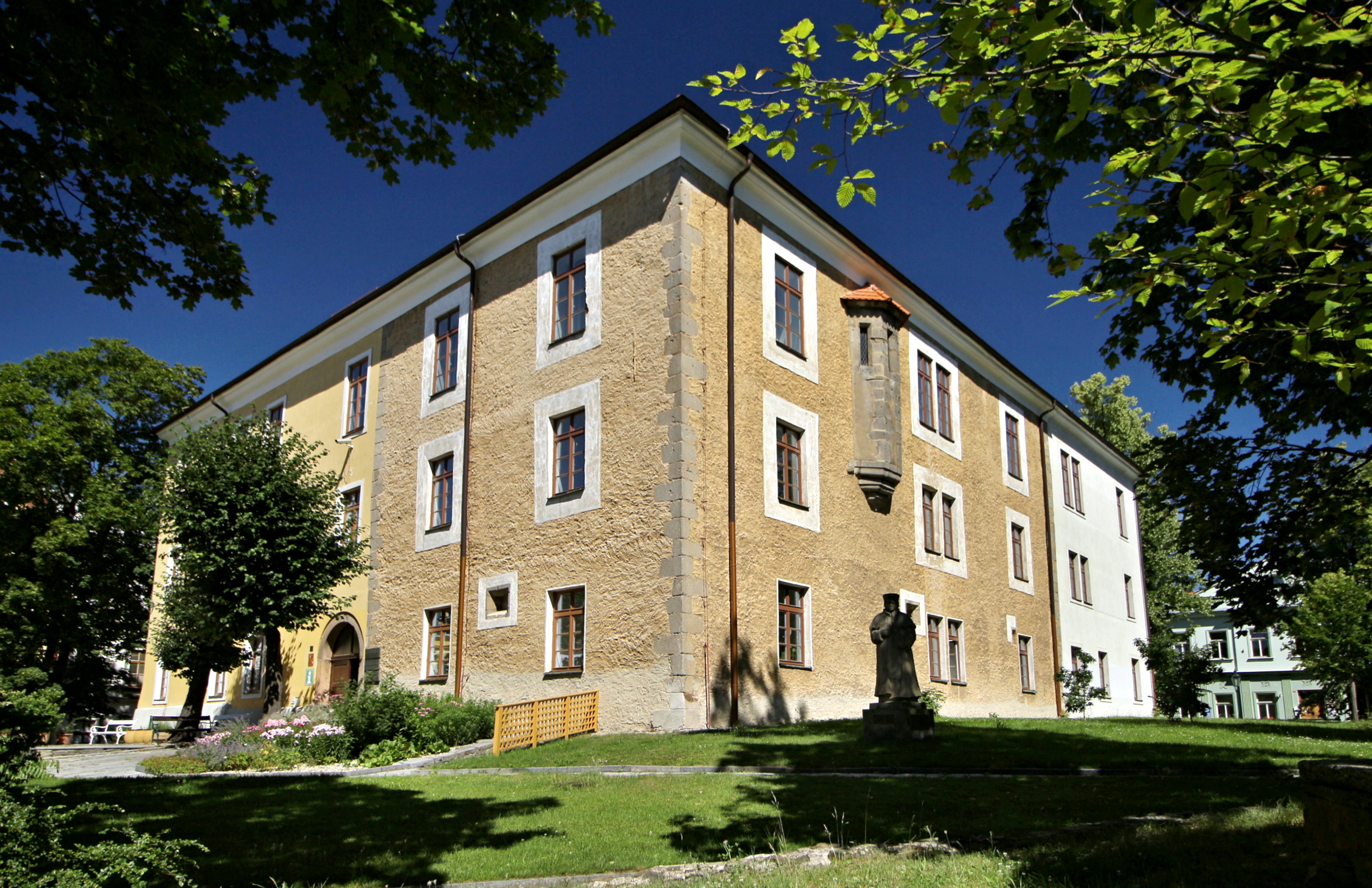
Le musée Drtikol à Pribram.

À ses débuts, Drtikol a une œuvre tout à fait pictorialiste avec des paysages proches de ceux de Léonard Misonne ou de Robert Demachy et des nus, avec ou sans décor peints, le plus souvent par lui-même, très nettement symbolistes. Il est le premier photographe tchèque à produire des nus, dès les années 1907-1910. Rapidement son œuvre va évoluer et au début des années 1920, il abandonne les décors peints au profit de décors en bois constitués de motifs géométriques simples, cubes, cylindres, panneaux rectangulaires, ou de formes plus douces, arrondies, comme dans La Vague, une de ses photos les plus connues. L'influence du cubisme et du constructivisme est patente dans cette partie de son œuvre. Il continue néanmoins à produire des images symbolistes, notamment de nombreuses variations sur le thème de Salomé. Sa rencontre, puis son mariage, avec la danseuse Ervina Kupferova va renforcer son intérêt pour la danse et l'expression du mouvement dans sa photographie. Il place souvent ses modèles dans des décors soulignant la tension des corps arrêtés entre deux phases de mouvement.
Il poursuit par ailleurs sa carrière de portraitiste avec un succès croissant.
À partir de 1930, il cesse de photographier des modèles vivants pour se consacrer à la photo de compositions à base d'éléments de décor et de figurines aux formes étirées, parfois purement abstraites et, en 1935, il liquide son studio et abandonne la photo pour la peinture. Son expression est alors essentiellement symboliste, influencée par le bouddhisme.

## Expositions personnelles
(décembre 2015).
- 1927  Camera Club of Suracuse, New York; The Lansing Camera Club, Lansing (Michigan), Milwaukee Camera Club, Milwaukee (Wisconsin); The Photo Club og Baltimore City, Baltimore ; The Photographic Society of Philadelphia Philadelphie
- 1928 Chicago Camera Club, Chicago ; The Cleveland Photographic Society, Cleveland
- 1929 The Museum of Fine Arts, Houston; Salon Polskiego Towarzysztwa Milosnikow Fotografii Varsovie
- 1930 Kodak Camera Club, Rochester, New York
- 1931 Brooklyn Institute of Arts and Sciences, New York (exposition qui fut présentée dans d'autres villes des USA)
- 1933 The Royal Photographic Society Londres ; Cambridge University Camera Club, Cambridge ; Club des amis des arts, Olomouc
- 1967 Maison d'exposition U hybernu, Interkamera, Prague
- 1972 Musée des Arts décoratifs, Prague
- 1973 Maison des Arts de la ville de Brno ; Sicof 73, Milan
- 1974 The Photographer's Gallery, Londres
- 1976 Bibliothèque Royale, Bruxelles
- 1977 Secession gallery, Victoria, Canada
- 1983 Galerie Kicken, Cologne
- 1984 Amsterdam Foto 84, Amsterdam
- 1988 Robert Koch Gallery, San Francisco
- 1990 Société française de photographie, Paris ; Rencontres internationales de la photographie, Arles ; galerie du Château d'eau, Toulouse ; Palais Rohan, Strasbourg
- 1991 Musée de l'art photographique, Odense, Danemark ; Det kongelige Bibliotek, Copenhague ; Fotoforum Brême ; Fotografie Forum Frankfurt, Francfort-sur-le-Main ; Baruch Gallery, Chicago ; Greenberg Gallery, New York
- 1992 Musée de la photographie, Charleroi, Belgique

## Expositions collectives
(décembre 2015).
- 1903 The International Exhibition of Photography and Applied Arts, Mayence
- 1913 The London Salon of Photography, Londres
- 1914 75 Years of Photography, Rudolfinum, Prague
- 1924 19e Exposition de la Société française de photographie, Paris
- 1925 Exposition des Arts décoratifs et industriels modernes, Paris
- 1932 Premier Salon international de Photographies de Nus, Paris
- 1933 The Modern spirit in Photography, Royal Photographic Society, Londres
- 1935 Exposition internationale de Photographie contemporaine, Paris
- 1939 Cent ans de Photographie, Musée des Arts décoratifs, Prague
- 1974 Personnalités de la Photographie tchèque, Musée des Arts décoratifs, Prague
- 1979 Photographie als Kunst, Innsbruck, Autriche
- 1980 The Imaginary Photo-Museum, photokina, Cologne
- 1982 Photographie 1922-1982, photokina, Cologne
- 1983 Photographes tchèques 1920-1950, Centre Georges-Pompidou, Paris
- 1984 Tseschische Fotographie 1918-1938, Essen, Allemagne
- 1989 Czech Modernism 1900-1945, Museum of Fine Arts, Houston
- 1990 Femme fatale, femme séductrice, Drtikol et Saudek, Rencontres de la photographie, Arles

## Publications
- Cours et courettes du vieux Prague, Prague 1911.
- Les nus de Drikol, texte de Claude Santeul, Librairie des Arts décoratifs, Paris, 1929.
- Zena ve Svetle (La Femme mise en lumière), Prague 1938.
- Frantisek Drtikol  (trad. du tchèque), Paris, Actes Sud, coll. « Photo Poche » (no 92), 2007, 144 p. (ISBN 978-2-7427-4856-3, présentation en ligne)

## Sources
- Frantisek Drtikol, dans la collection Photo Poche, édition Actes Sud, 2007, avec une introduction de Vladimir Birgus.
- Photographer Frantisek Drtikol, DVD de Jiri Holna, 4 Film, 2002.
- Anna Farova, Frantisek Drtikol, Photographe de l'Art Deco, 1986.
- Vladimir Birgus, Drtikol. Modernist Nudes, 1997.
- Vladimir Birgus et Jan Mlcoch, Photographie tchèque, 2001.
- Alessandro Bertolotti, Books of nudes, 2007.